# Drosophila picea
Drosophila picea är en tvåvingeart som beskrevs 1978 av Elmo Hardy. Arten ingår i släktet Drosophila och familjen daggflugor. Drosophila picea är endemisk för Hawaii.